# Trofeo Ciudad de Tarrasa
El Torneo Ciudad de Tarrasa  es un torneo de fútbol amistoso que se disputa en la ciudad de Tarrasa,  de la provincia de Barcelona, España, organizado por el Terrassa_Futbol_Club. 
Desde 1973 hasta 1976, fue un Trofeo de carácter internacional, contando con la presencia de potentes equipos europeos como el FC Bayern de Múnich. 
En 2006 se recuperó el torneo, y se ha mantenido hasta la última edición de 2019, con las interrupciones de 2015 y 2017.

## Palmarés
| Año       | Edición       | Campeón                | Resultado  | Subcampeón                      |
| --------- | ------------- | ---------------------- | ---------- | ------------------------------- |
| 1973      | I             | FC Bayern de Múnich    | 4-2        | Ferencváros TC                  |
| 1974      | II            | CD Málaga              | 1-0        | Real Betis Balompié             |
| 1975      | III           | Sin ganador            | -          | -                               |
| 1976-1982 | No disputados |                        | -          | -                               |
| 1983      | IV            | CP San Cristóbal       | triangular | Terrassa FC CF Badalona         |
| 1984      | V             | Terrassa FC            | 5-1        | Defensor SC                     |
| 1985      | No disputado  | -                      | -          | -                               |
| 1986      | VI            | Terrassa FC            | 5-0        | Andorra FC                      |
| 1987-2005 | No disputados | -                      | -          | -                               |
| 2006      | VII           | RCD Espanyol           | 2-2 (pen)  | Terrassa FC                     |
| 2007      | VIII          | UD Almería             | 4-2        | Terrassa FC                     |
| 2008      | IX            | Gimnástic de Tarragona | 3-0        | Terrassa FC                     |
| 2009      | X             | Terrassa FC            | 1-0        | CE Sabadell                     |
| 2010      | XI            | UDA Gramenet           | 1-0        | Terrassa FC                     |
| 2011      | XII           | Terrassa FC            | triangular | CE San Cristóbal CE San Lorenzo |
| 2012      | XIII          | Club Lleida Esportiu   | 1-0        | Terrassa FC                     |
| 2013      | XIV           | Girona FC              | 1-0        | Terrassa FC                     |
| 2014      | XV            | Club Lleida Esportiu   | 1-0        | Terrassa FC                     |
| 2015      | No disputado  | -                      | -          | -                               |
| 2016      | XVI           | Terrassa FC            | 2-0        | AE Prat                         |
| 2017      | No disputado  | -                      | -          | -                               |
| 2018      | XVII          | RCD Espanyol B         | 1-1 (pen)  | Terrassa FC                     |
| 2019      | XVIII         | RCD Espanyol B         | 1-1 (pen)  | Terrassa FC                     |

## Campeones
| Equipo                 | Títulos | Ediciones                    |
| ---------------------- | ------- | ---------------------------- |
| Terrassa FC            | 5       | 1984, 1986, 2009, 2011, 2016 |
| RCD Espanyol           | 2       | 1975, 2006                   |
| RCD Espanyol B         | 2       | 1982 y 1994                  |
| Club Lleida Esportiu   | 2       | 2012, 2014                   |
| FC Bayern de Múnich    | 1       | 1973                         |
| CP San Cristóbal       | 1       | 1983                         |
| UD Almería             | 1       | 2007                         |
| Gimnástic de Tarragona | 1       | 2008                         |
| UDA Gramenet           | 1       | 2010                         |
| Girona FC              | 1       | 2013                         |